# 아드 두칸
아드 두칸은 꾸란의 44번째 장이다.
37절은 투바 사람들을 언급하는데, 해석자들은 이것이 스바 사람들을 가리킨다고 설명한다.
믿어진 계시(asbāb al-nuzūl)의 시기와 맥락적 배경과 관련하여, 이는 더 이른 "메카의 수라"이다. 즉, 나중에 메디나가 아니라 메카에서 계시된 것으로 믿어진다는 의미이다.
| 이 전 아즈 주크루프 | 수라 44 (아랍어 원문) | 다 음 알 자씨야 |
| 1 2 3 4 5 6 7 8 9 10 11 12 13 14 15 16 17 18 19 20 21 22 23 24 25 26 27 28 29 30 31 32 33 34 35 36 37 38 39 40 41 42 43 44 45 46 47 48 49 50 51 52 53 54 55 56 57 58 59 60 61 62 63 64 65 66 67 68 69 70 71 72 73 74 75 76 77 78 79 80 81 82 83 84 85 86 87 88 89 90 91 92 93 94 95 96 97 98 99 100 101 102 103 104 105 106 107 108 109 110 111 112 113 114 |                       |                 |